# Karen Yasinsky
Karen Yasinsky (* 1965 in Pittsburgh, Pennsylvania) ist eine US-amerikanische Künstlerin und Dozentin. Ihre Schwerpunkte liegen in den Bereichen Experimentalfilm, Animation/Video und Grafik. Sie lehrt an der Johns Hopkins University im Bereich Film and Media Studies und am Maryland Institute College of Art an der Fakultät für Animation.
Ihre Lehrtätigkeit umfasst die Schwerpunkte Animation, Surrealismus, Experimentalfilm und Ästhetik der Filmsprache. Sie lebt in New York.

## Beruflicher Werdegang
An der Duke University in Durham studierte sie Kunstgeschichte und Mathematik und schloss ihr Studium 1988 mit dem Bachelor ab. 1990 studierte sie an der New York Studio School weiter, und 1992 beendete sie ihr Studium an der Yale University School of Art mit dem Master.

## Künstlerische Entwicklung
Karen Yasinsky begann mit Malerei.
Ab 1999 wandte sie sich animierten Videos zu. Ihre Motivation für diese Veränderung hat sie mit ihrer Faszination für etwas begründet, das den Film auszeichne und das für sie mit Malerei schwer zu erreichen gewesen sei: Der Film beziehe die Zuschauer in den Gefühlszustand der Figuren auf eine Weise ein, die es den Zuschauern erlaube, über ihre Reaktionen auf das, was sie gesehen haben, nachzudenken.

### Malerei
Die Künstlerin arbeitete mit einer Mischung aus Malerei, Zeichnung und Collage.
Sie stellte winzige Figuren dar, die in verwirrende Begegnungen mit Menschen verwickelt sind, von denen man annehmen kann, dass sie zur selben Familie gehören. Da wird gezogen, geschubst, angefasst, der Kopf eingezogen, und es finden sich auch stärker symbolische Handlungsdarstellungen wie etwa Kinder, die an ihre Mütter angebunden sind.
In ihrem grafisch-malerischen Werk bemühte sich Karen Yasinsky darum, alltäglichen subtilen Dramen, undefinierten Gefühlen und den damit verbundenen Narben treu zu bleiben, ihnen also weder groteske noch ironische Züge zu verleihen. In den verzerrten Gesichtern der Figuren und deren zuweilen bizarren Körpersprache zeichnen sich die Gefühle ab. Nach eigenen Aussagen hörte sie mit der Malerei nach ihrer zweiten Ausstellung auf, weil sie das Gefühl hatte, sie entwickle keine eigene Handschrift, sondern versuche, große Künstler zu imitieren, deren Werke sie studiert hatte.

### Videos
- Technik und Arbeitsweise

In ihren Videos bedient sich Karen Yasinsky meist der Stop-Motion-Technik. Diese kommt ihrem Bedürfnis, allein zu arbeiten, entgegen. Auch empfinde sie es als Vorteil, dass der Prozess des Filmens hier vergleichsweise langwierig ist: Dies gebe ihr die Zeit, um die Motivationen der Figuren für ihre Bewegungen zu entwickeln und in Handlung umzusetzen. Die gewählte Technik habe den Vorteil, dass sie nicht etwa Schauspielern Anweisungen für die Bewegungen geben und diese rational begründen müsse.
Manche Figuren wurden von Karen Yasinsky selbst angefertigt. Während der Herstellung entwickelt sich in der Künstlerin eine Vorstellung vom Charakter der Figur.
- Thematik

Die Videos erzählen mehrdeutige Geschichten zur Interaktion zwischen Menschen. Verfolgungsjagden, Schießereien und Cinderella-Schuhe verleihen der Mehrzahl ihrer Filme zwar eine dramatische Spannung, doch stellen die Handlungen nur einen Versuch dar, die Emotionen der Figuren zu umschreiben.
Die Künstlerin „zerrüttet Bild und Ton durch atmosphärische Störungen“ und bedient sich harter Schnitte.
- Figuren

Die Figuren sind häufig von einer sehnsuchtsvollen Atmosphäre umgeben und wirken, als würden sie sich selbst im Weg stehen. Die ungeschickten Bewegungen, so die Künstlerin, sprechen zu den Ängsten, Frustrationen und Wünschen der Zuschauer. Die Künstlerin sagt von ihren Figuren, ihr Hauptthema sei die Unfähigkeit, mit Menschen auf einer bestimmten Ebene in Verbindung zu treten.
Der emotionale Raum der Figuren ist das Zentrum des künstlerischen Werks. Diesen hat Karen Yasinsky mit „Das Leben vollzieht sich ruhig, aber seltsam.“ zu beschreiben versucht.

## Werke  (Auswahl)

### No Place like Home
Zu diesem Video gibt es mehrere Teile: No Place like Home #1 und No Place like Home #2 sind von 1999, No Place like Home #3
Darin wird mit animierten Puppen aus Stoff, Draht und Fimo sexuelle Gewalt dargestellt.
No Place like Home #1 beginnt mit den Mohnblumenfeldern aus dem Zauberer von Oz, dann erscheint eine Tänzerin, die Dorothys rote Schuhe trägt. Ein Mann mit unguten Absichten nähert sich ihr, wickelt sie in ein Leintuch und starrt zwischen ihre Beine, als sie auf dem Boden liegt.
ist die männliche Figur wesentlich kleiner als die weibliche, die nur aus roten Pumps, Beinen und Rock besteht, was Ausdruck des begehrenden Blicks ist. Zunächst tanzt der weibliche Unterkörper und schlägt die Pumps aneinander. Dies und der Titel mag auf Der Zauberer von Oz anspielen: Dort drückte das dreimalige Aneinanderschlagen der Fersen in roten Schuhen Dorothys Wunsch aus, nach Hause zu gehen; doch im Video wird dieser sichere Ort nicht erreicht. Als nämlich die Frau zu tanzen aufhört und bewegungslos am Strand liegt, nähert sich der Mann und stillt seine Lust an ihr. Die Kamera ist nun auf dessen ungläubig staunendes Gesicht gerichtet, das den Eindruck vermittelt, dass er sein Glück kaum fassen kann. 2016 gab dieses Video No Place like Home der Gruppenausstellung im Haus der Kunst in München No Place like Home den Titel.
In No Place Like Home #2 beklatscht ein bekleideter Mann im Bett die Pirouetten einer Tänzerin, von der schnell klar wird, dass sie nur einen Unterkörper hat. Er verlässt das Zimmer und kommt später wieder. Eine Frau tritt der Tänzerin gegenüber. Die beiden kämpfen und vertragen sich wieder, dann plumpst die Frau auf das Bett.
Yasinsky sagte in einem Interview, es gehe in diesem wie in anderen Videos von ihr um Beziehungen, um den Versuch, etwas in einer anderen Person zu finden, und um den Punkt, an dem man in seinem Bemühen in gewisser Weise ausgebremst wird, und zwar durch die Ängste des Gegenübers oder durch seine Unfähigkeit, Beziehungen einzugehen.

### Arbeiten zuL'Atalante(2005 bis 2008)
2005 verbrachte Karen Yasinsky auf Einladung des Foundation Center for Contemporary Art einen Stipendienaufenthalt in Prag, wo Stop-Motion-Animationen schon lange eine große Rolle spielen. Sie beschäftigte sich mit Jean Vigos bahnbrechendem Film Atalante von 1934 und schuf eine Serie von Zeichnungen und fünf Animationen, die darauf beruhen.  Mit den meist kleinformatigen Zeichnungen, unter denen sich schlichte Umrisszeichnungen ebenso finden wie detailliert ausgeführte Szenen, Collagen und Zeichnungen mit farbigen Pop-Elementen, begann die Künstlerin 2005. Sie benutzte Standbilder aus Vigos Film als Ausgangsmaterial und widmete sich in ihrer Arbeit der Rekonstruktion des Narrativen und der Neuschöpfung von Figuren. Die Künstlerin verwendete neben Aquarell und Bleistift auch Tusche, Gouache und Filzstift sowie Fotocollagen. Zu sehen sind Figuren, die gemeinsam von Spinnen und Spinnweben bedrängt sind oder isoliert und in ihre eigene Welt eingesponnen erscheinen.
Für die Animationen Jules et Juliette (2007),  Jean et Juliette (2007) und Oh Juliette (2008) zeichnete die Künstlerin jeweils einen Filmstill immer wieder und fügte jeweils zwölf Zeichnungen für eine Sekunde Film zusammen. Durch die winzigen Unterschiede zwischen den Zeichnungen vibrieren im Film die Umrisse, und die Bildsprünge schaffen eine Atmosphäre der Ungewissheit. Die Animation Le Matin (2007) zeichnet den Filmbeginn aus dem Gedächtnis nach. Juliettes Wünsche werden schon hier angedeutet, als sich das Hochzeitskleid per Zeichentrick in einen Minirock verwandelt. La Nuit (2008) ist eine Puppenanimation. Hier interessierte Yasinsky die Szene, in der die beiden Protagonisten getrennt schlafen, weil die Frau den Mann verlassen hat. Die Erotik in dieser Szene wird in der Lichtgestaltung spürbar.

## Filmografie
- 2016: The Man from Hong Kong
- 2015: The Perpetual Motion of my Love for You
- 2013: After Hours
- 2013: The Lonely Life of Debby Adams[19]
- 2012: Life is an Opinion, Fire a Fact[20]
- 2011: Pathetic Magic[21]
- 2011: Pools of Shadow from an Older Sky[22]
- 2011: This Room is White[23]
- 2010: Audition[24]
- 2010: Marie. Musik von Johannes Brahms und von Snacks (Tom Boram, Dan Breen). 6 Minuten.[12][25]
- 2009: Enough to Drive You Mad[26]
- 2009: I Choose Darkness[27]
- 2008: La nuit[28]
- 2007: Le matin[29]
- 2003: Who's your true love?[30]
- 2003: Animal Behaviour
- 2002: Boys[31]
- 2002: Still Life with Cows
- 2001: Research of Time's Loss
- 2001: Fear
- 1999: No Place Like Home #1 & 2
- 1998: Drop That Baby Again

## Auszeichnungen (Auswahl)
Zahlreiche renommierte Institutionen förderten die Arbeit der Künstlerin. So erhielt sie 2002 ein Guggenheim-Stipendium im Bereich Video und Animation
2003 erhielt sie ein Stipendium von der American Academy in Berlin.
2010 wurde sie mit dem Mary–Sawyers–Baker–Prize ausgezeichnet, der Teil des Baker–Artist–Award-Programms ist.
2011 wurde sie von der American Academy in Rome mit dem Joseph–H.–Hazen–Rome–Preis ausgezeichnet und als Stipendiatin ausgewählt.
Karen Yasinsky erhält regelmäßig Einladungen zu Filmfestivals. Beim New York Underground Film Festival war sie bereits 1999 vertreten.

## Ausstellungen
Karen Yasinskys erste Einzelausstellung mit Werken aus ihrem grafisch-malerischen Werk fand bereits im Herbst 1995 in der Galerie Casey Kaplan in New York City statt. Dort wurde auch ihr Video No Place like Home kurz nach seiner Fertigstellung 1999 gezeigt.
Seit 2001/2002 werden ihre Werke in Museen und Galerien weltweit ausgestellt.
Damals beteiligte sie sich an der Gruppenausstellung Animations im MoMA PS1 in New York. Ab 2003 wurde sie auch in der Bundesrepublik verstärkt wahrgenommen. 2003, 2005 und 2008 wurden bei Sprüth Magers in München Werke von ihr ausgestellt. In Berlin stellte sie 2003 ihre Arbeit Fear (2001) im Künstlerhaus Bethanien aus, in den Kunst-Werken Berlin nahm sie an der Gruppenausstellung Animations teil.
Seitdem waren Karen Yasinskys Werke mehrfach in der Bundesrepublik zu sehen. Unter anderem wurde sie 2012 vom Museum Folkwang in Essen für die Teilnahme an der Gruppenausstellung Geschichten zeichnen. Erzählung in der zeitgenössischen Grafik ausgewählt, wo auch animierte Kurzfilme gezeigt wurden, die auf Zeichnungen basierten. In Essen wurden zwölf deutsche und internationale Künstler präsentiert, „die zu den interessantesten Vertretern einer erzählenden Zeichnung gehören.“

## Stellung in der Kunstgeschichte
Karen Yasinsky wurde in eine Linie mit Sue Williams, Margaret Curtis und anderen feministischen Künstlerinnen eingeordnet, deren Werke eine gewisse Nähe zu Karikatur und Cartoon zeigen. Auch eine künstlerische Nähe zu Nicole Eisenman und Lee Gordon sei in ihrem grafisch-malerischen Werk erkennbar.

### Ausstellungskataloge
- Museum Folkwang (Hrsg.): Geschichten erzählen. Erzählung in der zeitgenössischen Grafik. Zur Ausstellung vom 19. Mai bis 15. Juli 2012. Edition Folkwang/Steidl Göttingen, 2012, ISBN 978-3-86930-475-5.
- Ingvild Goetz, Stephan Urbaschek: Fast forward. Anläßlich der Ausstellung fast forward. Media Art Sammlung Goetz im ZKM, Karlsruhe, 11. Oktober 2003 bis 29. Februar 2004. Hatje Cantz Ostfildern, 2006, ISBN 978-3-7757-1865-3.
- Künstlerhaus Bethanien (Hrsg.): Who's your true love. Katalog zu Karen Yasinsky Stipendienaufenthalt im Künstlerhaus Bethanien. Vice-Versa-Verlag Berlin, 2003, ISBN 3-932754-42-5

### Artikel
- Karen Yasinsky – Film and Media Studies. In: krieger.jhu.edu. 7. Mai 2015, abgerufen am 7. August 2016 (englisch).
- Interview mit Karen Yasinsky, 17. März 2013, englisch.
- Karen Yasinsky, interviewt von Carlos Valdes-Lora: Art as Active Agent: An Interview With Artist and Educator Karen Yasinsky – Film and Media Studies. In: krieger.jhu.edu. 10. April 2010, abgerufen am 13. September 2016 (englisch).
- Grace Glueck: Karen Yasinsky: No Place Like Home. In: nytimes.com. 30. April 1999, abgerufen am 7. August 2016 (englisch).
- Roberta Smith: Art in Review: Karen Yasinsky. In: nytimes.com. 15. September 1995, abgerufen am 7. August 2016 (englisch).
- Biography: Karen Yasinsky in Re-title.com. In: re-title.com. Abgerufen am 7. August 2016.
- KAREN YASINSKY. (PDF) In: Mireille Mosler Ltd. Abgerufen am 30. September 2016.